# The Future Is Wild
The Future Is Wild, på svenska Den vilda framtiden, är en brittisk TV-serie från 2002, producerad av BBC. Serien återger hur några forskare föreställer sig att livet skulle utvecklas om människan dog ut på jorden. Programmet gör nedslag 5, 100 och 200 miljoner år framåt i tiden, allt skildrat som ett naturprogram. I programmet framställs ett flertal massutdöenden, klimatförändringar och kontinentaldrift, likt forskarna tror att det skett tidigare. 
Programmet har bland annat visats på Animal Planet i Sverige.